# Regione di Gasc-Barca
La regione di Gasc-Barca è una regione dell'Eritrea, con capoluogo Barentù. Essa è compresa fra i fiumi Gasc e Barca, un territorio abitato prevalentemente da genti di etnia Cunama. Fu compreso nell'Eritrea nel 1902 in seguito ad accordi fra il Regno d'Italia ed il sovrano d'Etiopia Menelik II.

## Geografia antropica

### Suddivisioni amministrative
La regione comprende 14 distretti:
- Agordat
- Barentù
- Dghe
- Forto
- Gasc Superiore
- Gogne
- Haykota
- Logo Anseba
- Mensura
- Mogolo
- Molki
- Omhajer
- Shambuco
- Tesseney

| Controllo di autorità | VIAF (EN) 132799944 · J9U (EN, HE) 987007480008605171 |